# マヨブラジオ
マヨブラジオは、2009年4月11日から2011年12月24日まで毎週土曜日の24:50 - 26:25に、読売テレビ（ytv）で放送されていた情報&トークバラエティ番組。ハイビジョン制作。

## 概要
番組はタイトル通り、ラジオをモチーフにしており、セットのテーブルの中央にマイクを置き、ラジオブース風のセットになっている。開始当初はスタジオでの収録ではなく、技術会社の事務所の一室を借りて撮影が行われ、第1回目の放送では、収録先の家主に挨拶した。小杉によると、関西ローカル番組のため、関東で当番組の説明を行う際、ほとんどの人がラジオの番組と勘違いしていた。

## 略歴
前身番組『マヨブラ流』の経費削減（2009年9月26日放送分で「4分の3カット」と吉田が発言）に伴うリニューアルとして、2009年4月11日よりスタート。3月28日には番宣番組『マヨブラジオ#0』が放送された。
2009年6月6日・13日の放送では、毎日放送前から始まり、茶屋町周辺でロケを行った。6日の放送では、他局の前からの収録開始のためか、川田アナは「ドキドキする、めっちゃうれしい」とコメントしていた。
2009年6月20日より、読売テレビ1階ロビーにある『ズームイン!!SUPER』のセットを借りて収録がスタート。セットは若干、当番組用にアレンジされている。
2009年8月1日の放送では、小杉自身がメインキャラクターを務める「ひらかたパーク」を借り切り、ロケを行なった。途中『Music&Entertainment ガチカメ7』に当時出演中だった武田航平がゲスト出演し、告知を行なった。
2009年7月26日に服部緑地にて行われた『全国高等学校クイズ選手権』近畿大会に、ブラックマヨネーズを除いた当番組メンバーが応援パーソナリティとして登場。その際、ブラックマヨネーズのどちらが好きかという投票を行った結果、小杉7：吉田3という結果となった（小杉ファンは男性、吉田ファンは女性が多かった）。また、『高校生クイズ』近畿大会の前日に放送された当番組にて、高校生に「この番組を見た人は黄色いハンカチを持ってきてください」と宣伝した結果、そこそこの人数が黄色いハンカチを持ってきていた。中には熱心に「昨日、マヨブラジオ見た!」と書いたうちわを作成して、持ってきている人もいた。
2009年8月22日の放送では『あさパラ!』のスタジオとセットを借りて放送。スタジオ観覧も入れた。
2009年9月12日には『マヨブラ流』時代からの恒例企画「吉田VS小杉」の第3弾が放送され、2010年1月9日の放送では、未公開映像も加えた再放送も行われた。
2010年3月20日には恒例企画「吉田VS小杉」の第4弾が放送された。
2010年4月10日の放送より、『朝生ワイド す・またん!』および『ズームイン!!SUPER』がスタジオからの放送となったことに伴い、読売テレビ1階ロビーでマヨブラジオ専用のセットを使って収録されることになった。また、2010年4月より、新メンバーとして天津・向とダイアンが加入し、ブラマヨ・川田アナ以外のメンバーは1組が交替で休みとなった。
2010年9月25日・10月2日の放送では、ユニバーサル・スタジオ・ジャパンでロケを行った。
2010年10月23・30日の放送では、1階ロビーが工事のため、『ウェークアップ!ぷらす』のスタジオとセットを借りて放送した。
2011年4月2・9・16日の放送では、「台湾に慰安旅行にいってきましたスペシャル」を放送。翌週の4月23日放送の冒頭で、川田アナの卒業がビデオメッセージで伝えられ、後任として林マオアナが加入した。また、終盤で5upよしもとの若手芸人が毎週一組出演することが発表され、ブラマヨ・林アナ以外のメンバーは2組が交替で休むこととなった。また2011年4月改編期では、セットのテーブルとカーペットがリニューアルされた。
2011年5月7日放送で放送100回を迎えたが、101回目の放送となった2011年5月14日に101回目の放送をお祝いした。
2011年9月24・10月1日放送の「出張! マヨブラジオ in 火の国・熊本スペシャル!!」では、熊本県民テレビで公開収録が行われた。また、このロケを最後に天津と中山功太が卒業。ラグビーワールドカップ2011による放送休止を2週挟み、10月22日放送からはオープニングタイトルならびにセットのテーブルとパネルがリニューアルされた。また川田アナが半年ぶりに復帰し、林アナと交替で出演することとなった。
2011年12月24日放送で最終回を迎え、メンバー全員で放送開始からの2年9ヵ月を年表を使って振り返った。ファミリーレストランは最後の指令として、収録終了までに京都駅から読売テレビまでの約42kmを走るという課題に挑んだが、失敗に終わった。前身番組である『ブラマヨ・チュートのまる金TV』・『マヨブラ流』を含めると、4年9ヵ月の放送期間となった。
後番組は山里亮太がMCを務める『あしたモテ期にな〜れ! てるてるモテるちゃん』。ブラックマヨネーズと川田アナは2012年1月27日からスタートした『くせになるややこしさ ブラックマヨネーズのハテナの缶詰』（キン★ドン第1部）に出演している。

## 出演

### 番組終了時の出演者
- ブラックマヨネーズ（小杉竜一・吉田敬）
- 野性爆弾（川島邦裕・ロッシー）
- ダイアン（西澤裕介・津田篤宏、2010年4月 -）
- ファミリーレストラン（原田良也・下林朋央、レギュラー出演剥奪中につきVTR出演）
- 5upよしもと芸人（毎回一組が出演、2011年4月30日 -）
  - スマイル（瀬戸洋祐・ウーイェイよしたか）
  - かまいたち（濱家隆一・山内健司）
  - 天竺鼠（川原克己・瀬下豊）
  - 銀シャリ（鰻和弘・橋本直）
- 川田裕美（読売テレビアナウンサー、- 2011年4月16日、10月22日 -）
- 林マオ（読売テレビアナウンサー、2011年4月23日 -）

※2011年10月より川田・林は隔週で交互に出演
ブラマヨ・川田・林・5upよしもと芸人以外の出演者はアロハシャツを着用。またブラマヨ・川田・林以外は、オープニングトークには参加せず、担当コーナーからの出演となる。ファミリーレストランのみ、この番組でジャンクションから改名した後は、胸に「僕たちのコンビ名はファミリーレストラン」、襟元に番組のタイトルロゴが書かれた赤のTシャツを着ている。「電車スゴロク」では左胸に番組のタイトルロゴ、背中にコーナー名が書かれた黄色のTシャツを着ている。また5upよしもと芸人は「5upよしもと」と書かれた青い法被を着用している。

### 過去の出演者
- 中山功太（- 2011年10月1日）
- 天津（木村卓寛・向清太朗、向は2010年4月から、 - 2011年10月1日）

## 主なコーナー

### ブラックマヨネーズのコーナー
- 目指せ!76キロ 小杉の体重測定

小杉の体重を20キロ落とすことを目標にした企画。なお正確に測るために、オムロンの体重計にパンツ一丁で測っている。期限は年内いっぱいと設定され、2009年最後の放送でダイエットに失敗し、罰ゲームの金髪になった。
- 小杉 VS 向 ダイエット対決!

100キロを越えた小杉が天津向とダイエットレースをするという企画。年末最終収録までにどちらがより多く体重を落とせるかを競う。2010年最後の放送で向が勝利し、全裸で測定しても負けた小杉が罰ゲームのアルシンドになった。

### 野性爆弾のコーナー
- ロッシーの『HELP!!』のコーナー

ロッシーが日々疑問に思ってることをみんなで理解した上で、最終的に視聴者にその解決方法を教えてもらう。
- ロッシーに説明してもらおう!ロシペディア09

視聴者から寄せられた難しい言葉をロッシーが全く違う意味に説明する。
- ロッシーに仕切ってもらおう!タイマン勝負2010

さまざまなテーマで、小杉チーム・吉田チームにそれぞれ寄せられた視聴者からの投稿でロッシーが白黒つける。
- 川島のみんなで遊ぼう!

川島が用意した懐かしい（最新）ゲーム・おもちゃで遊ぶ。負けた者が一応そのゲーム・おもちゃを買取するルールだが、プレイ終了後に川島が思い付いた変てこな後付けルールにより、吉田が毎回負けということになっている。
- 川島の〜今日の間取り

川島が出した課題となる部屋の形から、より良い間取りをみんなで考えるコーナー。
- 野性爆弾の写真撮ったから見て!

川島とロッシーのプライベート写真を見て、みんなでフリートークするコーナー。
- 川島の“何を作ってるんでしょう?”

川島が何かを作っているVTRを見て、それが何かを当てるコーナー。
- 川島の久しぶりにやってみよう!

昔やった懐かしい遊びを久しぶりにやってみて、みんなでノスタルジックな気分に浸ろうというコーナー。

### ジャンクション（ファミリーレストラン）のコーナー
- 2週間で習得します!
  - ジャンクションが簡単なゲームに挑戦し、3回続けてクリアできれば『ズームイン!!SUPER』レギュラー出演のチャンスが与えられる条件のもとスタート。3回失敗したら、視聴者から募集したコンビ名に改名させられる企画。2009年7月18日放送で累計3回失敗のため、次回放送で改名が決定し、2009年7月26日をもって「ファミリーレストラン」に改名を行った。
  - 2010年1月23日放送分で、3回連続成功で『大阪ほんわかテレビ』のレギュラー出演のチャンスが与えられる事が発表され、四度目の挑戦が開始された。一度目は小杉の配慮によりかろうじて成功となったものの、その後3連続で失敗し、レギュラー獲得は失敗に終わる。
  - その後、『マヨブラジオ』のレギュラー出演そのものを賭けて、3回連続で成功すれば元のジャンクションの芸名に戻せる、ただし一度でもチャレンジに失敗するとレギュラーを降板するという条件のもと挑んだが、3度目のチャレンジで失敗し、レギュラー降板を一度は言い渡されるが、その直後、過酷なロケに参加することを条件に、レギュラー復帰への道が与えられる事が川田アナから発表され、ロケ企画「ファミリーレストランの電車スゴロク!!」（下記記事参照）が開始された。
  - 過去に挑戦したゲーム
    - ルービックキューブを2分で完成（5月10日）※クリア
    - ゴルフリフティングを2人で30回（5月23日）※2回目のクリアで『ズームイン!!SUPER』レギュラー出演のチャンスに挑戦。5月27日の生放送のグルメ中継コーナーに出演し、携帯電話でレギュラー獲得権をかけて挑戦したが、失敗に終わる。
    - けん玉世界一周（6月20日）※失敗
    - 1分間で全種類の硬貨を立たせる（7月4日）※失敗
    - ダイススタッキング　2人とも成功（7月18日）※失敗

  - 三度目の挑戦で行ったゲーム
    - タイピング制限時間60秒（8月8日）※成功
    - スポーツスタックス二人とも成功（8月22日）※失敗
    - ファミリーレストランのガスト・バーミヤン・グラッチェガーデンズのメニュー名・値段・カロリーを全部覚える（9月19日）※成功
    - 一輪車（10月3日）※失敗
    - リコーダーで「情熱大陸」を演奏（10月17日）※失敗
    - シガーボックスで基本技・応用技を成功させる（10月31日）※失敗

  - 四度目の挑戦で行ったゲーム
    - ピアノで「トルコ行進曲」を演奏（2010年2月6日）※成功
    - ダーツ（2010年2月20日）※失敗
    - 衆議院議員全員（480名）暗記（2010年3月6日）※失敗
    - リフティング（2010年3月27日）※失敗

  - 五度目の挑戦で行ったゲーム
    - 30センチ幅の卓球台で30ラリー（2010年5月15日）※成功
    - ぷよぷよ1分間で5連鎖（2010年5月29日）※成功
    - コンビリフティング10回 ただし、最後はヘディング（2010年7月3日）※失敗
- ココ行ってきて!

視聴者から寄せられた疑問などを調査。なお、予算の都合でテレビカメラではなく写真で紹介。
- クイズファミリーレストラン

2010年1月23日放送分からの新企画。マヨブラジオのレギュラーメンバーのウィキペディアの記述を参考に、ファミリーレストランの二人が制作したクイズを出題するコーナー。コーナーの最後にレギュラーメンバーがクイズを楽しめたかどうかを判定する。
- ファミリーレストランのYahoo!知恵袋★目指せベストアンサー

2010年2月13日放送分からの新企画。Yahoo!知恵袋に投稿された未解決の質問に対し、メンバーがベストアンサーを目指して解決策を考える。
- ファミリーレストランの電車スゴロク!!

2010年7月17日放送分からの新企画。前述の「2週間で習得します!」で失敗し、レギュラーを剥奪されたため、レギュラー復帰をかけて行われる過酷なロケ。大阪駅からスタートし、ytvの最寄駅である京橋駅を目指す。指令に成功すると一駅近づき（大阪駅からは大阪環状線利用）、失敗すると一駅遠ざかる（大阪駅からは2011年3月まではJR神戸線神戸方面、2011年4月以降はJR京都線京都方面、2011年11月以降は新大阪駅から東海道新幹線東京方面）
2011年1月22日に舞洲で行われた「au×adidas EKIDEN GRANDPRIX」に出場し、ハラダ、しもばやし、しもばやしの妻、ちゃらんぽらん冨好の4人で23kmのコースを番組の放送尺と同じ95分以内に走り切れれば、3駅ジャンプアップできるという特別ルールが設けられたが、タイムは108分45秒で失敗。しかし「110分以内なら、お助けルールスタート」というスタッフからの救済措置により、「指令に成功した時に余った分数は次回に持ち越し」の新ルールが追加された。
1. カラオケの採点機で95点以上を出す（失敗）→これにより1駅戻る（大阪駅→塚本駅）
2. 相方をおんぶして、次の駅まで行け（失敗）→これにより1駅戻る（塚本駅→尼崎駅）
3. 大吉を引け!（失敗）→これにより1駅戻る（尼崎駅→立花駅）
4. 人ん家のカレーを食べろ!（成功）→これにより1駅進む（立花駅→尼崎駅）
5. 20代女性の寝巻きを見ろ!（成功）→これにより1駅進む（尼崎駅→塚本駅）
6. 魚を釣って、食べて、屁をこけ!（失敗）→これにより1駅戻る（塚本駅→尼崎駅）
7. セリーグ6球団のファンと記念写真を撮れ!（成功）→これにより1駅進む（尼崎駅→塚本駅）
8. 3人4脚で次の駅を目指せ!（失敗）→これにより1駅戻る（塚本駅→尼崎駅）
9. 全世代に勝て! あっち向いてホイ! 5連勝（成功）→これにより1駅進む（尼崎駅→塚本駅）
10. 騎馬を作って街行く人を乗せ、次の駅を目指せ!（失敗）→これにより1駅戻る（塚本駅→尼崎駅）
11. 着メロを当てろ!（成功）→これにより1駅進む（尼崎駅→塚本駅）
12. ピーピー鳴らさず次の駅に到着せよ!（失敗）→これにより1駅戻る（塚本駅→尼崎駅）
13. 体に付けたポップコーンを全部ハトに取られろ!（失敗）→これにより1駅戻る（尼崎駅→立花駅）
14. 年齢合わせてぴったり100歳を目指せ!!（失敗）→これにより1駅戻る（立花駅→甲子園口駅）
15. 所持金HIGH & LOWで5連勝（32分で成功）→これにより1駅進み、次回は28分繰り越しの88分（甲子園口駅→立花駅）
16. 3人に「髪切った?」って言われろ!（78分で成功）→これにより1駅進み、次回は10分繰り越しの70分（立花駅→尼崎駅）
17. 自力でボウリングターキー（55分で成功）→これにより1駅進み、次回は5分繰り越しの65分（尼崎駅→塚本駅）
18. 塚本駅で失敗した指令のリベンジをせよ〔相方をおんぶして、次の駅まで行け〕（62分で成功）→これにより1駅進み、次回は13分繰り越しの73分（塚本駅→大阪駅）
19. 待ち受け5ジャンルをコンプリートせよ（失敗）→これにより1駅戻る（大阪駅→塚本駅）
20. 自分の体重を越えるまでゴミを集めろ!（46分で成功）→これにより1駅進み、次回は14分繰り越しの74分（新大阪駅→大阪駅）
21. 女性の手料理を食べて、おならをこけ!（50分で成功）→これにより1駅進み、次回は24分繰り越しの84分（大阪駅→天満駅）
22. 年齢合わせてぴったり100歳を目指せ!（失敗）→これにより1駅戻る（天満駅→大阪駅）
23. つくしを採って天ぷらにして食べろ!（失敗）→これにより1駅戻る（大阪駅→新大阪駅）
24. 全世代に勝て!“いっせーのーで”で5連勝（60分で成功）→これにより1駅進み、次回は繰り越しなしの60分（新大阪駅→大阪駅）
25. ピンポン玉カップイン（19分で成功）→これにより1駅進み、次回は41分繰り越しの101分（大阪駅→天満駅）
26. 3回連続で3人で答えを合わせましょう!（失敗）→これにより1駅戻る（天満駅→大阪駅）
27. 似てる人を3人当てろ!（43分で成功）→これにより1駅進み、次回は17分繰り越しの77分（大阪駅→天満駅）
28. ガリガリ君で当たりを出せ!（失敗）→これにより1駅戻る（天満駅→大阪駅）
29. 1本足打法で2人ともホームランを打て!（失敗）→これにより1駅戻る（大阪駅→新大阪駅）
30. 二人合わせてピッタリ1kg増やせ!（45分で成功）→これにより1駅進み、次回は15分繰り越しの75分（新大阪駅→大阪駅）
31. 3回連続で3人で答えを合わせましょう!（72分で成功）→これにより1駅進み、次回は3分繰り越しの63分（大阪駅→天満駅）
32. 3世代の“昔やっていた部活”を当てろ!（失敗）→これにより1駅戻る（天満駅→大阪駅）
33. 待ち受け5ジャンルをコンプリートせよ（失敗）→これにより1駅戻る（大阪駅→新大阪駅）
34. セミを2種類捕獲せよ!（55分で成功）→これにより1駅進み、次回は5分繰り越しの65分（新大阪駅→大阪駅）
35. 3人の家賃を当てろ!（失敗）→これにより1駅戻る（大阪駅→新大阪駅）
36. 秋の昆虫を5種類捕獲せよ!（失敗）→これにより1駅戻る（新大阪駅→京都駅）
37. 3世代の昔やっていた部活を当てろ!（成功）→これにより1駅進み、次回は9分繰り越しの69分（京都駅→新大阪駅）
38. 3人に芸能人のイラストを当ててもらえ!（成功）→これにより1駅進み、次回は繰り越しなしの60分（新大阪駅→大阪駅）
39. 2人連続であだ名を当てろ!（失敗）→これにより1駅戻る（大阪駅→新大阪駅）
40. 枝豆を落とさず、次の駅を目指せ!（ロスタイムで成功）→これにより1駅進み、次回は繰り越しなしの60分（新大阪駅→大阪駅）
41. カラオケの十八番のアーティストを当てろ!（成功）→これにより1駅進み、次回は2分繰り越しの62分（大阪駅→天満駅）
42. 2人連続であだ名を当てろ!（成功）→これにより1駅進み、次回は25分繰り越しの85分（天満駅→桜ノ宮駅）
43. 信号毎に用意された指令を全てクリアして京橋へ〔けん玉で2人とも一発で中皿!→2人でサイコロ振って合計10以上→2人でヘディングラリー落とさず10回!→ストップウォッチ5秒ピッタリ→1分以内に2人でリレーしてコイン全種類を立てろ〕（失敗）→これにより1駅戻る（桜ノ宮駅→天満駅）
44. 今までに行った遠い駅（京都駅）から走って読売テレビに到着せよ!（失敗）

### 天津木村のコーナー
- 目指せ!47都道府県制覇!きむちゃんのご当地グルメ取り寄せますのコーナー

お取り寄せグルメを紹介し試食。川田アナ→林アナの試食時に、食べ物を口に入れる瞬間を写さないよう、小杉がカメラに向かって「ディリ～」をするのがお約束となっている。
- きむちゃんのみんなであるある詩吟のコーナー

テーマに沿ったあるある詩吟を視聴者から募集し、その中から一番共感できるものを決めるコーナー。
- きむちゃんの日常に"エロ"あると思います!のコーナー

普通の言葉だけど、自分にはエロく聞こえると思う言葉を視聴者から募集し、川田アナ→林アナにささやいてもらうコーナー。

### 天津向のコーナー
- ネットの住人・向のもっと書き込もうのコーナー

ウィキペディアの中から一項目を選び、説明や記述の足りていない部分を向が責任を持って書き足していく。
- クイズ 向調べ

あるテーマについて向がインターネットで調べ、問題を出題する。
- Twitterの番人・向の皆さんの名前検索しました!のコーナー

Twitterの検索機能を使って名前を検索し、どんなつぶやきをしているのかを紹介する企画。

### 中山功太のコーナー
- チャンピオンズトーク

毎回様々なジャンルのチャンピオンを交えてトークするコーナー。
- アホな答えすきやねん大喜利

タイトルは自身がレギュラーを務めていた『あほやねん!すきやねん!』（NHK大阪）をもじっている。また、同じくNHKの『着信御礼!ケータイ大喜利』とも内容でかぶり、関西在住の「オオギリーガー」（同番組で回答が採用された視聴者）もこのコーナーに投稿しているそうである（2009年9月19日放送より）。
- R-1ランキング→リニューR-1のコーナー

中山が気になると思ったテーマでアンケートを実施し、ランキングを紹介するコーナー。「リニューR-1のコーナー」にリニューアルされてからは、中山自身が考えたランキングを紹介するコーナーとなっている。
- 中山功太の漫画チャンプ

毎回一つの漫画をピックアップし、その漫画に関する情報をちょっとだけ深く紹介するコーナーだが、放送されたのは1回だけである。
- 音楽も好きやねん

音楽に関する様々な情報を伝えるコーナー。「曲のピッチを変えると別人に聴こえる曲」などを紹介する。
- 中山功太の“いろんなモノにツッこもう!”のコーナー

中山が思わずツッコんでしまったモノを写真で紹介するコーナー。
- 中山功太のTwitterに学ぼう!

Twitterのつぶやきから、いろんなことを学ぼうというコーナー。
- みんなのR-1のコーナー

中山自身が考えたランキングと、世間の人が思うランキングを比較して紹介するコーナー。

### ダイアンのコーナー
- ダイアンのすっごい○○!のコーナー

ダイアンがすっごいモノと思うものを紹介するコーナー。
- ダイアンの怖い話

ダイアンが見聞きしたり体験した怖い話を紹介するコーナー。わずか2回でコーナー終了。
- 潜入!西澤SCOPE with AD但馬

視聴者から寄せられた、行ってきてほしい場所や調べてほしい場所に西澤が潜入し、写真で紹介するコーナー。
- ダイアン西澤のB級ニュースステーション

ダイアンが集めてきた日本・世界のB級ニュースを取り上げ、ニュースに関する西澤独自の視点「西澤EYES」を合わせて紹介するコーナー。
- ダイアン西澤の情感たっぷりに代弁します!

視聴者から寄せられた名言を西澤が情感たっぷりに代弁するコーナー。

### 5upよしもと芸人のコーナー
5upよしもとの若手芸人が毎回一組出演し、持ち込んだオリジナルコーナーを展開する。
かまいたちの企画
- かまいたちの日本お笑い界罰ゲーム統一マッチ

今まで日本のお笑い界で行われてきた罰ゲームの中で、何が一番キツイのかを山内が体験して発表し、最終的に日本一の罰ゲームを決める企画。
- かまいたちの僕たちが視聴率上げます!

番組の視聴率を上げる為に、かまいたちが色々やってみる企画。
スマイルの企画
- よしたかに答えさせて流行りのスイーツを食べようのコーナー

ウーイェイよしたかに正解の言葉を言わせるよう誘導し、成績がよかったレギュラー陣のみが、流行のスイーツを堪能できる企画。
銀シャリの企画
- 銀シャリのこれをしてたらバカップル

ラブラブなカップルとバカップルとの違いをハッキリさせようというコーナー。鰻のエピソードがバカップルの基準となる。
- 銀シャリのビックリBEST3

橋本が仕入れたビックリニュースのベスト3と、鰻が描いた、ビックリをテーマにした一コマ漫画の自薦ベスト3をプレゼンするコーナー。
天竺鼠の企画
- 天竺鼠の育メンのススメ

二児のパパである瀬下が、新米パパの小杉や木村、将来パパになるだろうメンバーに「コレだけは覚えておいた方がいい事」をランキングで紹介し、川原が「コレだけはやってはいけない事」を紹介する。
- 皆知りたい! 女の子の気持ちランキング

世の中の男性代表として、瀬下が知りたいと思った「女の子の気持ち」を街行く女性に聞き、ランキング形式で見ていくコーナー。
藤崎マーケットの企画
- 一発屋芸人に言ってはいけない一言講座

「ラララライ体操」で一世風靡した後、テレビから姿を消した藤崎マーケットが実際に言われて傷ついた言葉を紹介しながら、一発屋芸人に言ってはいけないことを学んでもらおうというコーナー。
- クイズ!藤崎マーケットの細かいモノマネ

藤崎マーケットが何のモノマネをしているか、2枚の写真を見てメンバーが答えるコーナー。
アインシュタインの企画
- ハッピーな話を当ててハッピーになろう!!

独特の顔のせいか、色々な悲しい出来事が起こる稲田の4つのエピソードの中から、1つだけある奇跡的なハッピーなエピソードを当てて、ハッピーになろうというコーナー。
女と男の企画
- 男って何で??のコーナー

和田ちゃんが「男って何でこうなん?」と思う疑問を、日頃から恋愛相談にのっている市川に代わってメンバーに答えてもらうコーナー。
プラスマイナスの企画
- クイズ!プラスマイナス

プラスマイナスが考えたオリジナルクイズにメンバーが答えるコーナー。

### 全員参加で行われるコーナー
- 電話芸バトル

電話でできる爆笑芸を披露。レギュラー陣による審査で3勝すれば、スタジオにゲスト出演。
- マヨブラジオ!よろこんで!のコーナー

さまざまな企業からのリクエストにレギュラー陣が喜んで応える企画。
- ラスト10秒のコーナー

抽選で選ばれたレギュラー陣が10秒間でネタを披露。

## 特別番組
- 2009年12月24日深夜「ワイワイX'masオールナイトでお笑いサンタがプレゼント大放出SP」
  - 京橋花月から生中継。セットは『にけつッ!!』のセットを使用。野性爆弾はスケジュールで出演せず、ロッシーのみ電話で出演。
- 2009年12月25日3時50分「ブラマヨVS大物芸能人 ガチンコトークSP」
  - ゲストに宮根誠司が出演。
- 2011年9月17日には、熊本県で、出張公開収録が行われ、全メンバーが、熊本で有名な長寿番組『テレビタミン』に出演。また、この放送分がくまもと県民テレビでも放送された。
- 2012年3月25日「マヨブラジオpresents 自力で運を掴みとれ!ブラックマヨネーズ史上最強のコンビ力バトル～完結編」

## DVD
- 「ytv×YOSHIMOTO Presents ワイワイ Xmas」（2010年6月23日発売、よしもとアール・アンド・シー）

2009年12月24日の深夜に読売テレビで放送された特番を収録したDVD。
- 「マヨブラジオpresents ブラックマヨネーズ吉田vs小杉 コレなら負けない!意地のガチンコマッチ」（2010年12月1日発売、よしもとアール・アンド・シー）

前身番組『マヨブラ流』からの「吉田VS小杉 これなら負けない意地のガチンコマッチ」を収録。

## スタッフ
- ディレクター：新穂英樹（読売テレビ）、寺西愛
- 編成：熊谷有里子（読売テレビ）
- 構成：友光哲也、和田義浩、服部哲也
- カメラ：津田欣典
- 編集：渋谷良人
- EED：岳崎勉（読売テレビ）
- 音効：鈴木宗寿
- プロデューサー：佐藤恭仁子（読売テレビ）、八田隆（ワイズビジョン）、北橋悠佑（よしもとクリエイティブ・エージェンシー）
- チーフプロデューサー：土居原作也（読売テレビ、2011年1月29日- ）
- 技術協力：MABU、ytv Nextry
- 美術協力：グリーン・アート、高津商会、A.I.C
- 番組ロゴ、キャラクター：仲里カズヒロ（studio-pool.com）
- スタッフ協力：ワイズビジョン
- 制作協力：吉本興業
- 制作著作：読売テレビ

### 過去のスタッフ
- チーフプロデューサー：
  - 石橋徹也（読売テレビ、2009年4月11日 - 7月11日）
  - 長江信一（読売テレビ、2009年7月18日 - 2010年7月10日）
  - 田中壽一（読売テレビ、2010年7月17日 - 2011年1月22日）
- プロデューサー：田井中皓介（よしもとクリエイティブ・エージェンシー）
- 編集：中澤丈
- 技術協力：エッグ
- 編成：鈴木梓（読売テレビ、以前はAP）、河中可志子（読売テレビ）
- ディレクター：中嶋信之（読売テレビ）、増田健介（ワイズビジョン）